# Operacja Kiebitz
Operacja Kiebitz (niem. Unternehmen Kiebitz) – nieudana akcja ucieczki z kanadyjskiego obozu jenieckiego i przetransportowania do Niemiec czterech schwytanych niemieckich dowódców okrętów podwodnych podczas II wojny światowej.
W roku 1970 powstał brytyjski dramat wojenny Ucieczka McKenzie (ang. The McKenzie Break), oparty na wydarzeniach z operacji „Kiebitz”. 

## Geneza
W wyniku prowadzonych działań wojennych w obozach jenieckich na terytorium Kanady znalazła się pewna liczba niemieckich dowódców i wyższych oficerów z zatopionych lub przejętych okrętów. W obozie nr 30 w miejscowości Bowmanville nad jeziorem Ontario byli osadzeni czterej dowódcy U-Bootów: korvettenkapitän Otto Kretschmer, Horst Elfe, kapitänleutnant Hans Ey i Hans Joachim Knebel-Döberitz. 

## Przygotowania do ucieczki
Jesienią 1942 Otto Kretschmer opracował plan ucieczki tunelem z obozu, w wyniku której mieli oni być przewiezieni okrętem podwodnym z zatoki Baie des Chaleurs przez Atlantyk do Niemiec. Udało mu się wysłać zakodowany list do dowódcy floty podwodnej Kriegsmarine admirała Karla Dönitza (od stycznia 1943 naczelnego dowódcy Kriegsmarine), w którym opisał swój plan i zaproponował przysłanie do wybrzeża kanadyjskiego okrętu podwodnego. Admirał Dönitz zgodził się na rozpoczęcie przygotowań do operacji, której nadano kryptonim „Kiebitz”. Tymczasem na terenie obozu niemieccy oficerowie wraz z innymi jeńcami kopali trzy tunele w celu zmylenia strażników. Po czterech miesiącach, kiedy nie zostało to wykryte, skupili się na ostatnim tunelu. Część jeńców przygotowała dla przyszłych uciekinierów fałszywe dokumenty identyfikacyjne, cywilne ubrania i inne potrzebne rzeczy. W międzyczasie do Niemiec do dowództwa Kriegsmarine były wysyłane zakodowane wiadomości opisujące stan przygotowań. W sierpniu 1943, kiedy prace dobiegały końca, wysłano datę planowanej ucieczki. Z drugiej strony admirał Dönitz wydał rozkaz dowódcy okrętu podwodnego U-536 kapitänleutnantowi Rolfowi Schauenburgowi, aby przepłynął do wybrzeża kanadyjskiego i w okresie dwóch tygodni przez dwie godziny każdej nocy przebywał przy ustalonym miejscu spotkania z uciekinierami, rozpoczynając 23 września. W tej sytuacji Kretschmer i jego trzej kompani mieli 14 dni na dotarcie do Baie des Chaleurs.

## Odkrycie przygotowań
Na tydzień przed planowanym terminem ucieczki wydarzyły się dwa wypadki, w wyniku których strażnicy odkryli przygotowania. Najpierw w nocy, gdy wszyscy jeńcy spali, wysypała się w jednym z baraków ziemia z kopanego tunelu. Zaalarmowane straże przeszukały obóz, ale tym razem nie zdołały jeszcze odkryć tunelu. W tej sytuacji Kretschmer przesunął ucieczkę na następną noc. W ciągu dnia, kiedy trwały ostatnie przyśpieszone prace w tunelu, zawalił się w jednym miejscu sufit tunelu, w wyniku czego został on odkryty. W wyniku szybkiego śledztwa Kanadyjczycy dowiedzieli się, kto przygotował ucieczkę, po czym natychmiast aresztowali Kretschmera i pozostałych trzech oficerów niemieckich. 

## Kontrplan Kanadyjczyków
Jeszcze w czasie przygotowań do ucieczki kanadyjski wywiad wojskowy, który poznał szczegóły niemieckiego planu (przejmował i odczytywał zakodowane listy wysyłane do Niemiec, po czym przesyłał je dalej) opracował kontrplan, nazwany „Operation Pointe Maisonnette”. Przewidywał on schwytanie zbiegów, a następnie przejęcie lub zatopienie niemieckiego okrętu podwodnego, mającego wziąć ich na pokład. W związku z tym władze obozu pozwalały Niemcom kopać tunel, wiedząc o postępach prac dzięki zainstalowanym wzdłuż niego mikrofonach.

## Ucieczka Wolfganga Heydy
Równocześnie z przygotowaniami do ucieczki Kretschmera i jego kompanów swoją ucieczkę przygotowywał inny oficer niemiecki kapitänleutnant Wolfgang Heyda. Ponieważ Kretschmer pełnił funkcję starszego oficera obozu, Heyda ujawnił mu ten plan i uzyskał jego akceptację. Jednocześnie dostał informację o przybyciu okrętu podwodnego do wybrzeży kanadyjskich w zatoce Baie des Chaleurs. Wkrótce po aresztowaniu Kretschmera Heyda zdołał uciec z obozu i skierował się w kierunku miejscowości Bathurst w Nowym Brunszwiku. Następnie ruszył do Pointe de Maisonnette, gdzie miał oczekiwać U-Boot. Po drodze został dwa razy zatrzymany przez patrol kanadyjskiej żandarmerii. Za pierwszym razem uratowały go fałszywe dokumenty i doskonała znajomość angielskiego, za drugim został rozpoznany, ale nie aresztowany, tylko potajemnie śledzony. Kanadyjczycy liczyli na to, że Heyda doprowadzi ich do okrętu podwodnego. Dlatego natychmiast po dotarciu na plażę został aresztowany i zabrany do Pointe de Maisonnette na śledztwo.

## Misja U-536
29 sierpnia 1943 niemiecki okręt podwodny U-536 wyruszył ze swojej bazy we francuskim Lorient. Na północ od Azorów został nieskutecznie zaatakowany przez brytyjski samolot. 16 września dotarł bezpiecznie do Zatoki Świętego Wawrzyńca. U wejścia do Zatoki natrafił jednak na grupę okrętów kanadyjskich. Okazało się bowiem, że – podobnie jak wywiad wojskowy – dowództwo Królewskiej Kanadyjskiej Marynarki Wojennej także poznało plan ucieczki niemieckich jeńców. Informację o nim otrzymało od Brytyjczyków, którzy przechwytywali niemieckie wiadomości nadawane za pomocą Enigmy. Na wybrzeżu niedaleko Pointe de Maisonnette została zainstalowana stacja radarowa, mająca wyśledzić U-Boota. W czasie gdy ten oczekiwał na zbiegów operatorzy stacji uzyskali kontakt i natychmiast poinformowali okręty znajdujące się w Zatoce Świętego Wawrzyńca. Niemcy jednak zorientowali się, że płyną na nich te okręty, zdołali wypłynąć na środek Baie des Chaleurs i zanurzyć się. Przetrwali szereg ataków bombami głębinowymi, chociaż część załogi straciła przytomność lub zatruła się skażonym powietrzem. Po kilku godzinach U-536 przedostał się na pełne morze i skierował w kierunku wybrzeża Portugalii, ścigany przez kanadyjskie okręty. Ostatecznie został zatopiony 20 listopada przez HMCS „Snowberry”, HMCS „Calgary” i brytyjski HMS „Nene”.